# Jean-Paul Volnay
Pour les articles homonymes, voir Volnay.
Jean-Paul Volnay est un musicien français mort le 23 décembre 2020 à Paris à l'âge de 68 ans. Ségatier réunionnais originaire de la commune de Saint-Pierre, il est l'auteur-compositeur-interprète de nombreux titres, parmi lesquels L'Assassin, Le rhum la pa bon mèm ou Rouv' la porte.